# Tres Ríos
Tres Ríos – dystrykt w Kostaryce; w prowincji Cartago.

## Geografia
Tres Ríos ma powierzchnię 2,19 km² i leży na wysokości 1 345 metrów nad poziomem morza.

## Demografia
W 2011 roku dystrykt Tres Ríos liczyło 9 331 mieszkańców.

## Transport

### Transport drogowy
Przez Tres Ríos biegną następujące drogi krajowe:
- Droga krajowa nr 2
- Droga krajowa nr 202
- Droga krajowa nr 221
- Droga krajowa nr 251
- Droga krajowa nr 409